# An Ba-ul
An Ba-ul (kor. 안바울 ;ur. 25 marca 1994) – południowokoreański judoka. Srebrny medalista olimpijski z Rio de Janeiro (2016), brązowy z Tokio (2020) i Paryża (2024). Walczył w wadze półlekkiej.
Złoty medalista mistrzostw świata w 2015 i brązowy w 2017, 2018 i 2022, piąty w 2023, siodmy w 2024; uczestnik zawodów w 2019. Zdobył trzy medale w drużynie. Startował w Pucharze Świata w 2012, 2015 i 2017. Triumfator igrzysk azjatyckich w 2018 i trzeci w 2022. Mistrz Azji w 2017 i drugi w 2015 i 2021. Wygrał uniwersjadę w 2015 i 2017 roku.

## Letnie Igrzyska Olimpijskie 2016
| Konkurencja | Rundy eliminacyjne      | Rundy eliminacyjne       | Rundy eliminacyjne     | Runda finałowa          | Runda finałowa       | Klas. końcowa |
| Konkurencja | Przeciwnik I            | Przeciwnik II            | Przeciwnik III         | Przeciwnik I            | Przeciwnik II        | Miejsce       |
| ----------- | ----------------------- | ------------------------ | ---------------------- | ----------------------- | -------------------- | ------------- |
| 66 kg       | Żansaj Smagułow (KAZ) Z | Kilian Le Blouch (FRA) Z | Rishod Sobirov (UZB) Z | Masashi Ebinuma (JAP) Z | Fabio Basile (ITA) P | 2.            |